# Jack Clisby
Jack Clisby (* 16. Februar 1992 in Perth) ist ein australischer Fußballspieler.

## Karriere
Clisby, der im Nachwuchsbereich des Sorrento FC spielte, gehörte regelmäßig zum Aufgebot von Auswahlteams. Bereits 2005 nahm er mit einer U-13-Staatsauswahl an einem landesweiten Turnier in Canberra teil. 2006 gehörte er zu einer westaustralischen U-14-Auswahl, die an einem internationalen Turnier der Asian Football Confederation in Malaysia teilnahm und bei dem er, ebenso wie sein Mitspieler Cameron Edwards, in die Mannschaft des Turniers gewählt wurde. In der Folge gehörte er auch bei der Landesmeisterschaft 2006 zum U-14-Auswahlteam von Western Australia und wurde dabei vom australischen Verband als potentieller Spieler im Hinblick auf die U-17-Weltmeisterschaft 2009 identifiziert. 2007 wurde er für das westaustralische Förderungsprogramm des National Training Centres ausgewählt. Im Juni 2007 folgte eine Einladung zu einem viertägigen Lehrgang der australischen U-17-Auswahl, bevor er auch mit der westaustralischen U-15 an der Landesmeisterschaft teilnahm.
2009 debütierte er im Alter von 17 Jahren als Spieler des Perth SC in der Western Australia Premier League, zur Saison 2010 wechselte er innerhalb der Liga zum Aufsteiger Balcatta SC, bei dem er regelmäßiger zum Einsatz kam. Nachdem er bereits 2009 während eines Urlaubs in Schottland ein Probetraining bei Ayr United absolviert hatte, wechselte er Ende 2010 in die Nachwuchsabteilung des schottischen Klubs FC St. Johnstone, seine Vereinszugehörigkeit endete aber nach einem halben Jahr Mitte 2011 wieder. In der Folge spielte Clisby, der bereits 2009 sporadisch für das Nachwuchsteam von Perth Glory in der National Youth League zum Einsatz gekommen war, Anfang 2012 erneut in einigen Partien für das Jugendteam. 
In der Western Australia Premier League spielte Clisby in der Saison 2012 für Inglewood United und entwickelte sich dort zum Leistungsträger. Neben einer Berufung in die Staatsauswahl von Western Australia, mit der er zweimal gegen Perth Glory antrat, wurde er am Ende der Saison auch mit der McInerney Ford Gold Medal als bester Spieler der Liga ausgezeichnet. Vorausgegangen war dieser Auszeichnung auch eine Positionsänderung Clisbys. Während er zuvor als linker Außenverteidiger spielte, wurde er bei Inglewood als Innenverteidiger eingesetzt und bestach dabei mit Spielintelligenz, Geschwindigkeit und seinem Passspiel.
Zur Saison 2012/13 schloss er sich erneut Perths Nachwuchsteam an und erhielt, begünstigt durch den Abgang von Bas van den Brink, im Januar 2013 schließlich seinen ersten Profivertrag beim Klub. Nur wenige Tage später debütierte er am 26. Januar gegen Brisbane Roar, als er bei der 0:1-Niederlage in der Startelf stand. In der folgenden Saison 2013/14 stand Clisby in 15 seiner 18 Ligaeinsätze in der Startelf, er profitierte dabei auch von verletzungsbedingten Ausfällen seiner Konkurrenten William Gallas und Scott Jamieson. Nachdem er zu Beginn der Spielzeit 2014/15 nur noch sporadisch zum Zug kam – auf links war Jamieson gesetzt, die Innenverteidigung bildeten Kapitän Michael Thwaite und Dino Đulbić – verließ er Perth im Januar 2015. Clisby wechselte zum Ligakonkurrenten Melbourne City FC, die ihn nach dem Abgang von Nick Kalmar verpflichteten und bei denen er einen Vertrag bis Mitte 2016 unterzeichnete.